# نورث اوکس (مینه‌سوتا)
نورث اوکس، مینه‌سوتا (به انگلیسی: North Oaks, Minnesota) یک شهر در ایالات متحده آمریکا است که در شهرستان رامسی واقع شده‌است.

## خصوصیات
نورث اوکس ۲۲٫۳۵ کیلومترمربع مساحت و ۴٬۴۶۹ نفر جمعیت دارد و ۲۸۶ متر بالاتر از سطح دریا واقع شده‌است.